# Avon Cross
Avon Cross es una variedad cultivar de ciruelo (Prunus domestica), de las denominadas ciruelas europeas.
Una variedad de ciruela criada por G.T. Spinks en la Estación de Investigación Long Ashton en Bristol, Inglaterra (Reino Unido).
Las frutas tienen un tamaño mediano a grande, color de piel púrpura claro sobre verde dorado, cubierto de pruina de mediano espesor, y pulpa de color amarillo dorado, muy jugosa, textura firme pero tierna, y sabor dulce muy rico a ciruela verde.

## Historia
'Avon Cross' variedad de ciruela fue criado por G.T. Spinks en la Estación de Investigación Long Ashton en Bristol, en 1920, y fue lanzado al mercado por primera vez en 1931.
'Avon Cross' está cultivada en diversos bancos de germoplasma de cultivos vivos, tales como en National Fruit Collection (Colección Nacional de Fruta) de Reino Unido con el número de accesión: 1934-009 y Nombre Accesión : Avon Cross.  El espécimen fue recibido en el «National Fruit Trials» (Probatorio Nacional de Frutas), para evaluar sus características en 1934.

## Características
'Avon Cross' árbol de porte extenso, moderadamente vigoroso, erguido. Autofértil. Flor blanca, que tiene un tiempo de floración que comienza a partir del 17 de abril con el 10% de floración, para el 21 de abril tiene una floración completa (80%), y para el 29 de abril tiene un 90% de caída de pétalos.
'Avon Cross' tiene una talla de tamaño mediano a grande de forma ovaladas oblongas, cavidad poco profunda, estrecha, abrupta, sutura pronunciada, una línea distinta; ápice redondeado o ligeramente puntiagudo, con peso promedio de 60.80 g; epidermis tiene una piel delgada, tierna, siendo el color de la piel púrpura claro sobre verde dorado, cubierto de pruina de mediano espesor, punteado numeroso, pequeños, rojizos claros, conspicuos; pedúnculo glabro, con una longitud promedio de 14.14 mm, pubescente, bien adherido al fruto con la cavidad del pedúnculo estrecha y apenas pronunciada; pulpa de color amarillo dorado, muy jugosa, textura firme pero tierna, y sabor dulce muy rico a ciruela verde.
Hueso semi libre, irregular y ampliamente ovada, aplanada, áspera, ligeramente comprimida y con cuello en la base, roma o aguda en el ápice, sutura ventral estrecha, alada, fuertemente surcada, sutura dorsal aguda o levemente surcada.
Su tiempo de recogida de cosecha es tardío, se inicia en su maduración de mediados a finales de septiembre.

## Usos
Se usa comúnmente como postre fresco de mesa buena ciruela ideal como postre de fines de verano.
Esta ciruela es bien conocida en Inglaterra, pues hace unos muy buenos guisos, embotellados, mermeladas, empanadas, y congelación.